# 噴燈

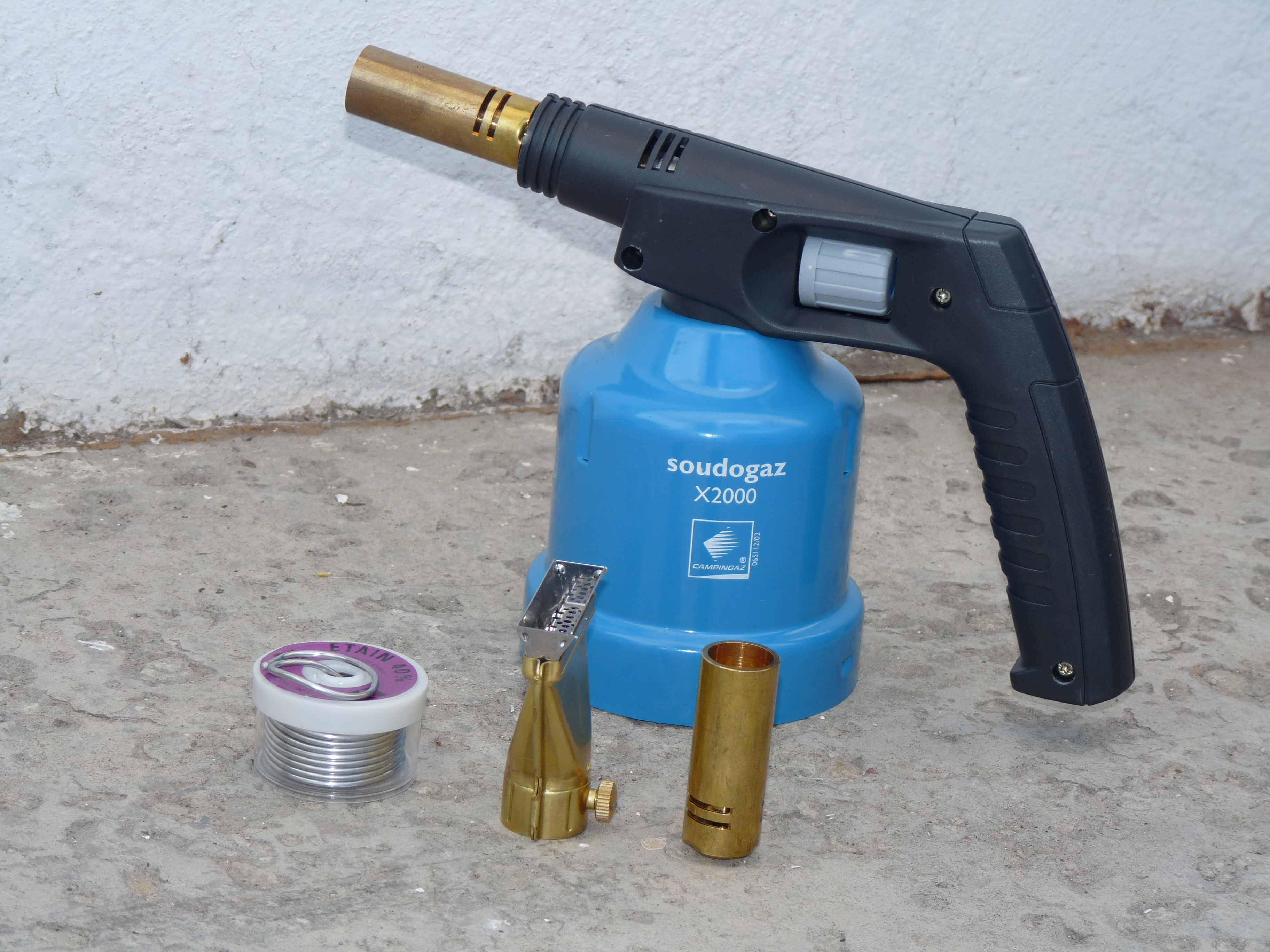
燃气喷灯

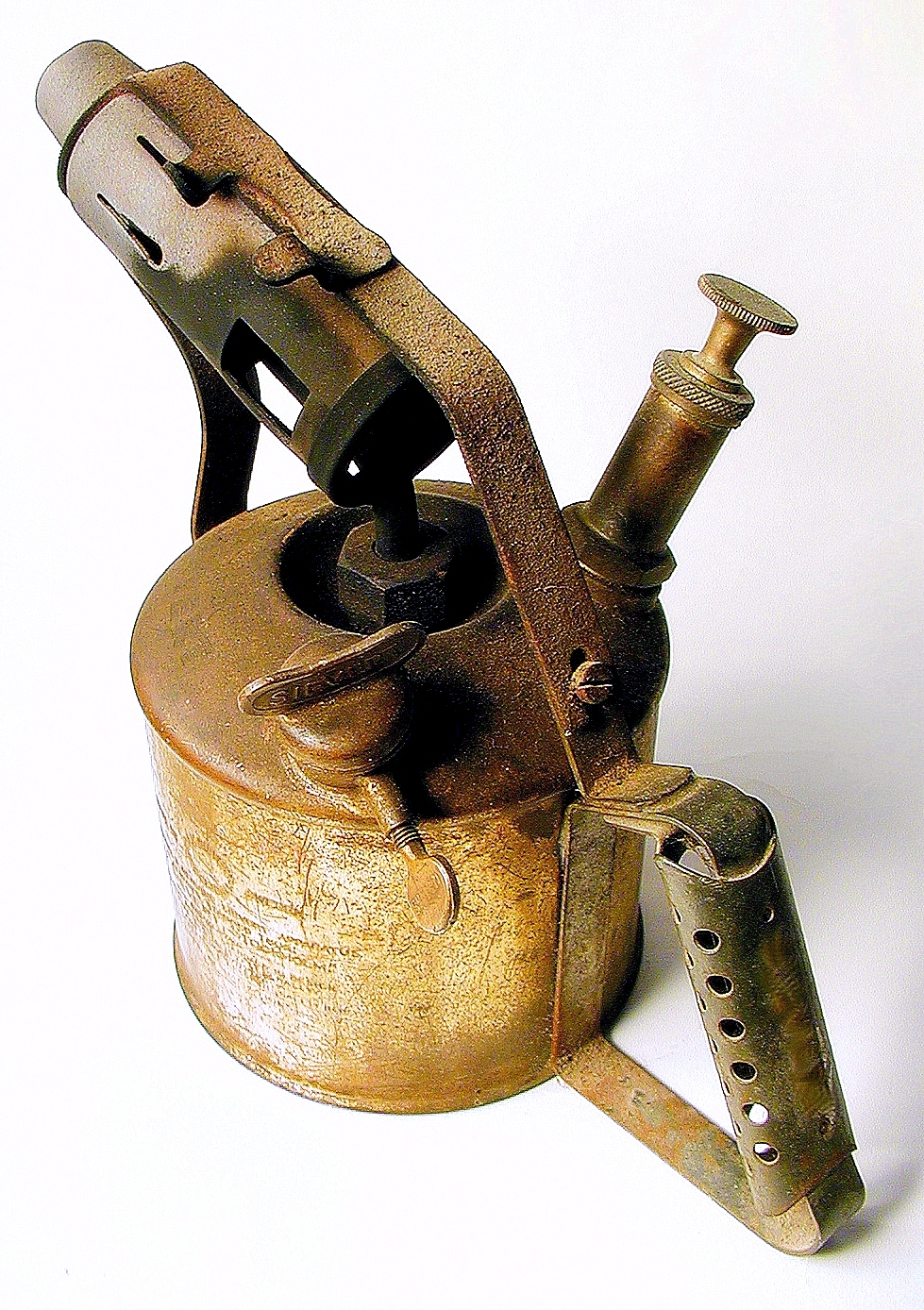
煤油/石蜡喷灯

噴燈又稱噴火燈，冲灯，是一种可以喷射火焰的工具。噴燈喷射出的火焰温度可达1000℃，所以可以用來加热工件、金属材料，所以噴燈也是金屬加工領域常用的工具。喷灯內装有汽油、煤油，這些都属于易燃和可燃液体，所以若使用不當，容易起火和发生爆炸的危險。

## 應用領域
噴燈通常用於需要擴散（廣泛）高溫明火熱但又不會引起燃燒或焊接的地方。溫度應用包括錫焊、釬焊、軟化去除油漆、熔化屋頂焦油或在焊接前預熱大型鑄件（例如用於修復）。它也常用於透過受控燃燒方法控制雜草，以及在寒冷氣候地區融化人行道和車道上的冰雪。特別是在美國和加拿大，道路維修人員在預防性維護中可能會使用噴燈加熱瀝青來修復裂縫。它也用於烹飪：丁烷火炬可用於在焦糖布丁中形成硬焦糖層。

## 外部連結
- Website with information about gasoline blowtorches （页面存档备份，存于）
- Popular Mechanics October 1, 1926, pp 685. "Blowtorch Made from Gasoline Lamp" by LB Robbins
- Pressure Lamps International
- Blow Lamps Unlimited
- Southern Steam Trains 的存檔，存档日期2009-05-21.
- August von Marquardt （页面存档备份，存于）